# Caión
Caión ist ein Fischerort und Seebad im Norden Galiciens, 22 km westlich von A Coruña. Es gehört zur Gemeinde A Laracha.

## Geschichte
Die Bezeichnungen Cayo, Cayón und Caión leiten sich aus dem galicischen Cagio ab, was Hecke oder eingefriedetes Feld bedeutet. Ursprünglich mag der Begriff wohl einen steinernen Damm in einem Fluss bezeichnet haben; im französischen Quai ist diese Bedeutung erhalten. Der Begriff findet sich in römischen Ortsbezeichnungen wie Caiocum, heute Cayeux-sur-Mer, Caiunus und Cagius. In Spanien findet man Cayón in Kantabrien am Río Pisueña; ein weiteres Caión liegt zwischen den Gebirgen Sierra de Caballar, Sierra Carceña und Sierra Serracín. Historisch ist ein Caión 1198 im Gebiet von Oña bei Burgos verbürgt. Das hier beschriebene Caión erscheint das erste Mal in einem Dokument von 1334, in dem von einem Fernán de Caión die Rede ist. Eine absolute sichere Herleitung des Begriffs lassen die Quellen jedoch nicht zu.

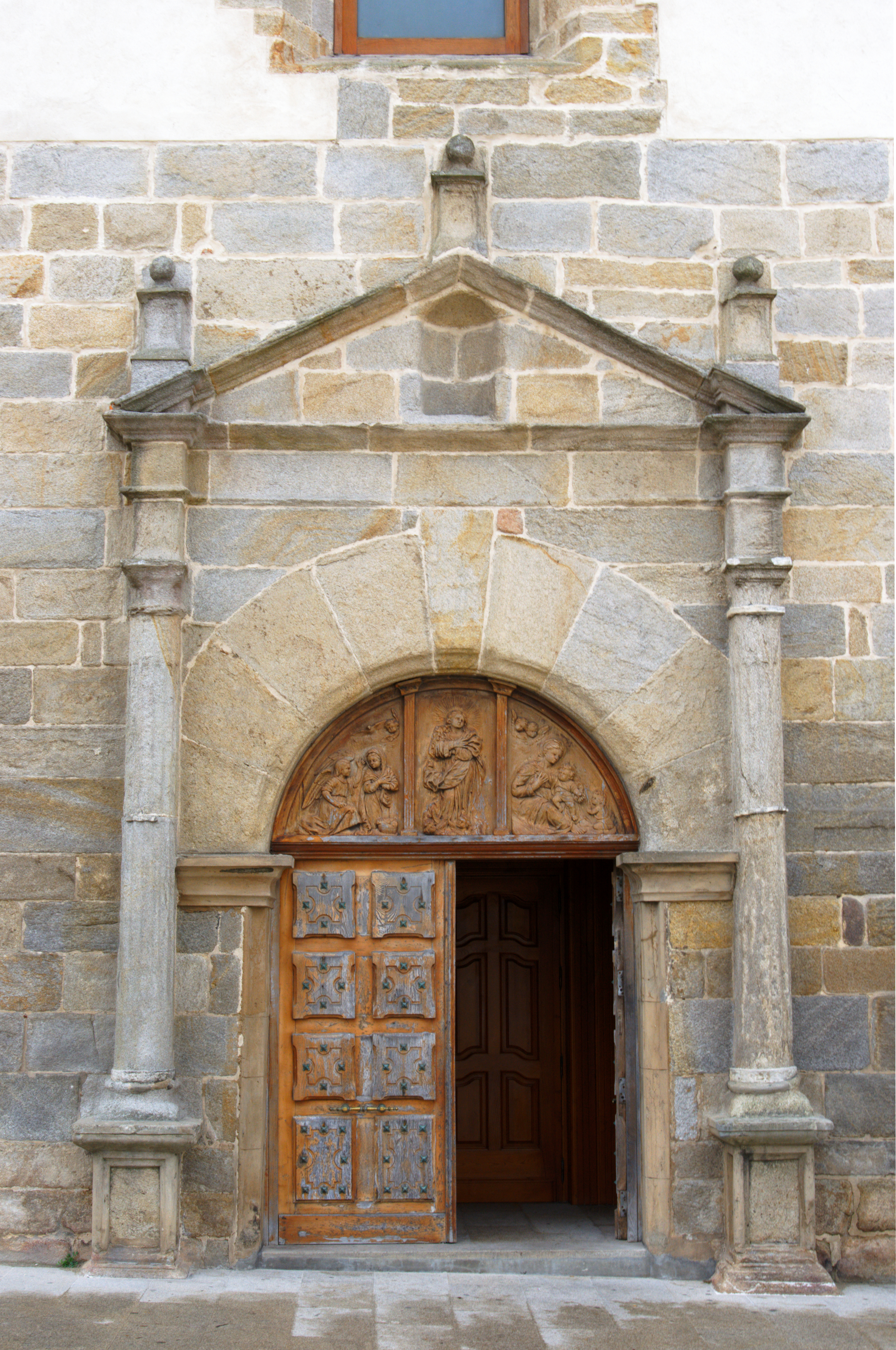
Augustinerkonvent, Nordportal der Kirche

An der Plaza de Vilafano steht ein Herrenhaus aus dem 16. Jahrhundert. Es gehörte Don Fernando Bermúdez de Castro, geboren 1481, verheiratet mit Doña Inés de Bermúdez. Fernando Bermúdez de Castro war eine Zeitlang Herr über den Ort; er ist in der Stiftskirche Santa María del Campo in A Coruña begraben, deren erster Abt er war. Der nördliche Teil dieses Herrenhauses besteht aus zwei Stockwerken, aus regelmäßigen Steinblöcken gefügt, gekrönt von einem Turm, jedoch vom Verfall gezeichnet. Von dort aus übten die Bermúdez de Castro ihre Herrschaft aus, verbunden mit eigener Gerichtsbarkeit und einem Gefängnis. Don Fernando fühlte sich dem Orden der Augustiner verbunden und setzte sich für die Gründung eines Augustinerkonvents ein. 1548 bewilligte Papst Paul III. den Bau, der seitdem und bis 1955 als Pfarrkirche fungierte. Das Amt des Gemeindepfarrers oblag dem Prior des Konvents. Zuvor hatte die romanische Kirche Nuestra Señora de Los Milagros als Pfarrkirche gedient.
Dank seines Wohlstandes im 17. und 18. Jahrhundert konnte der Konvent die Kirche und die Kloster-Räumlichkeiten mit Kultobjekten, Möbeln, Altären, priesterlichen Gewändern und Reliquien auszustatten, sodass er zu einem Museum sakraler Kunst wurde. Im  Jahr 1767, unter der Herrschaft von Karl III., wurden die Jesuiten aus ihrem Konvent an der Plaza de San Agustín. in A Coruña vertrieben. Heute befindet sich an jener Stelle die Iglesia de San Jorge. Die Augustiner von Caión nahmen diesen Konvent in ihre Obhut und profitierten davon. Um 1790 mussten sie ganz dorthin umziehen, weil ihr eigener Orden aufgelöst wurde. Dies hatte 1838 ein endgültiges Ende, als alle klösterlichen Orden unterdrückt und ihre Besitztümer eingezogen wurden. 
Im 19. Jahrhundert wuchsen Landwirtschaft, Fischfang und Seehandel und mit ihnen der Ort. In der Stadt lebten Adlige und Bürger, die vielfältigem Gewerbe und Dienstleistungen nachgingen; auch Kunsthandwerker und Künstler fanden ihr Auskommen. Die Bevölkerung wuchs gegen Ende des 19. Jahrhunderts jedoch langsamer als in den großen Städten. Unter anderem bremsten Verluste durch Auswanderung das Wachstum. Langsame, aber stetige Modernisierung prägte die Phase des Übergangs vom 19. ins 20. Jahrhundert.
Mit der Abschaffung der Feudalherrschaft begann eine Epoche großer Umwälzungen, die auch Caión erreichten. Besonders die 1920er und 1960er Jahre waren geprägt durch Modernisierungsschübe in Landwirtschaft und Fischfang. In den 1960er Jahren wandelte sich die Fischerei sogar zu einer Industrie.

## Sehenswürdigkeiten

### Ermita de Los Milagros
Die Ermita de Los Milagros, Kapelle der Wunder, liegt bei dem Flecken Outeiro. Die Kirche im Stil des sogenannten Compostela-Barock hat einen einfachen rechteckigen Grundriss, ein einziges Schiff und ein Satteldach. Die Westfassade stammt aus dem Jahr 1836; sie ist mit den meisten und kreativsten Verzierungen geschmückt. Ihre Pforte hat gerillte Seitenpfeiler und einen gekehlten Sturz. Darüber befindet sich ein Tympanon in Form eines Scheinfensters mit zwei seitlichen Pfeilern, ohne Bildnis in der Mitte. Darüber liegt das eigentliche rechteckige Fenster. Zwei große geriffelte Pilaster und ein verziertes Giebelgesims bilden den Rahmen um die Portalfassade. Oben auf der Giebelspitze steht ein zweiteiliger Glockenturm. Im offenen unteren, quadratischen Teil hängt die große Glocke. Der obere achteckige Teil ist mit einer Kuppel abgedeckt. 
Die Vorgängerkirche war vermutlich eine einfache romanische Kirche. Im Jahre 1801 begannen die Bauarbeiten an der neuen Kirche, die 35 Jahre dauern sollten. 1835 schuf der Steinmetz Manuel María Nieto den Turm im klassizistischen Stil. In den folgenden zwei Jahren wurden die Glocken aufgehängt. 1871 schuf Manuel Fernández das klassizistische Altarretabel aus Kastanienholz. Die Einfriedung aus Granit ist neueren Datums. Im Jahre 2006 wurde die Kirche renoviert.
Am Ausgang an der Südseite steht ein Brunnen. Sein klares Wasser bewirkt dem Volksglauben zufolge Wunder. Nur gelegentlich finden in der Kirche Gottesdienste statt. 
Der Kirchplatz bietet eine gute Aussicht auf den Ort Caión.

### Augustiner-Konvent
Das im 16. Jahrhundert erbaute Augustinerkonvent beeindruckt außen durch seine schroffen, massiven Formen. Das Kirchenschiff dominiert mit seiner Nordseite den kleinen Marktplatz des Ortes.

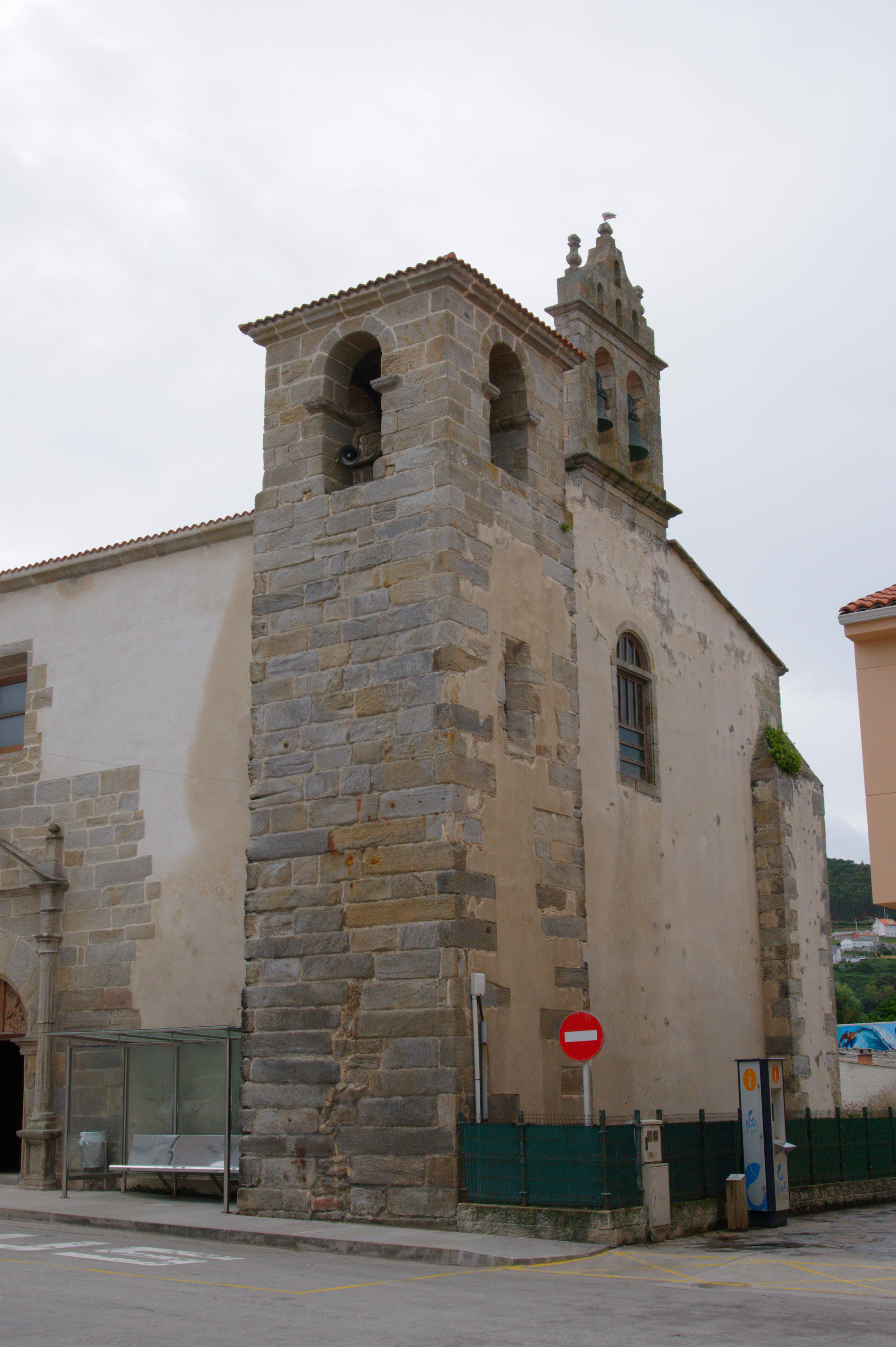
Westwerk
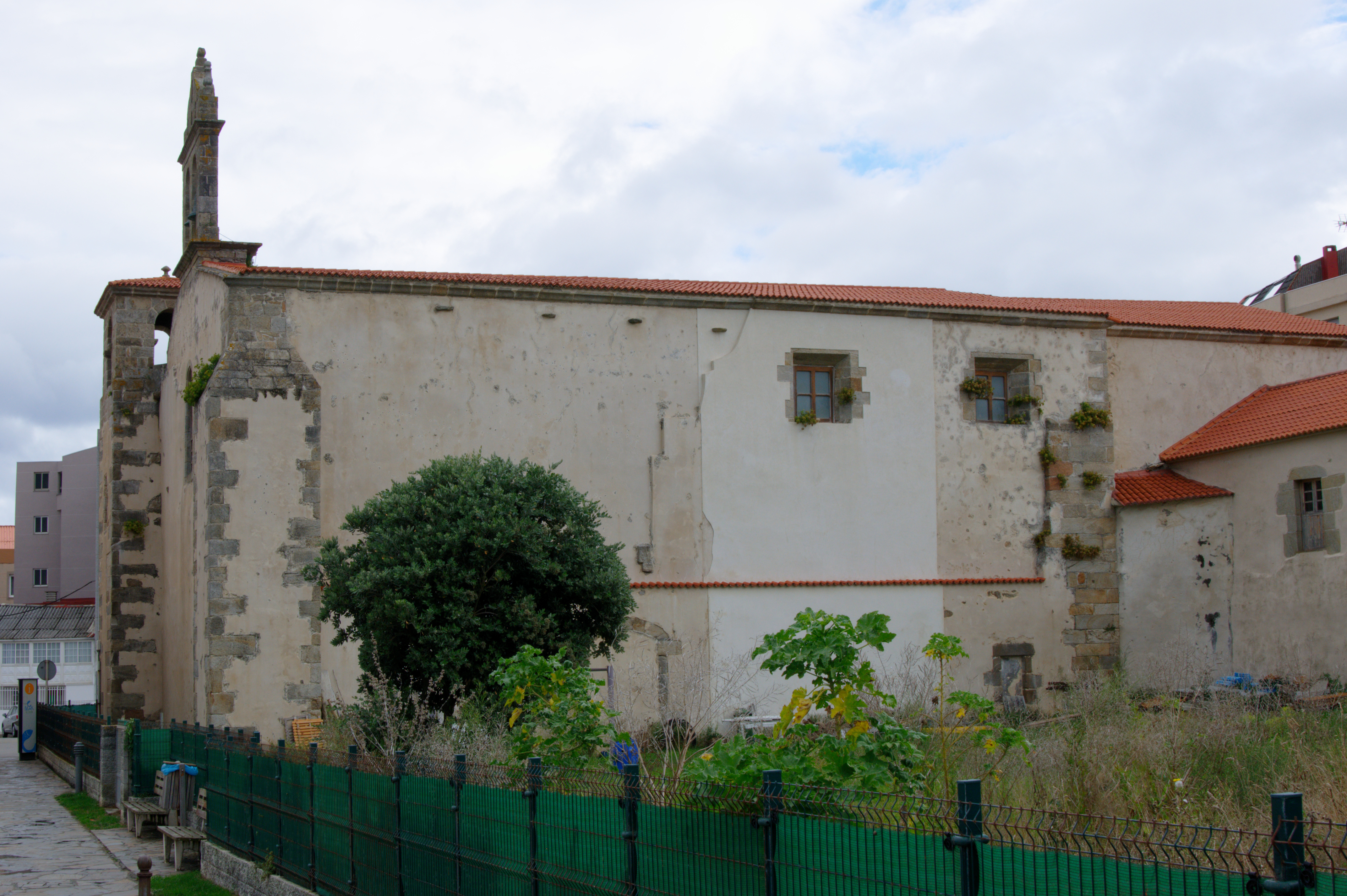
Südseite
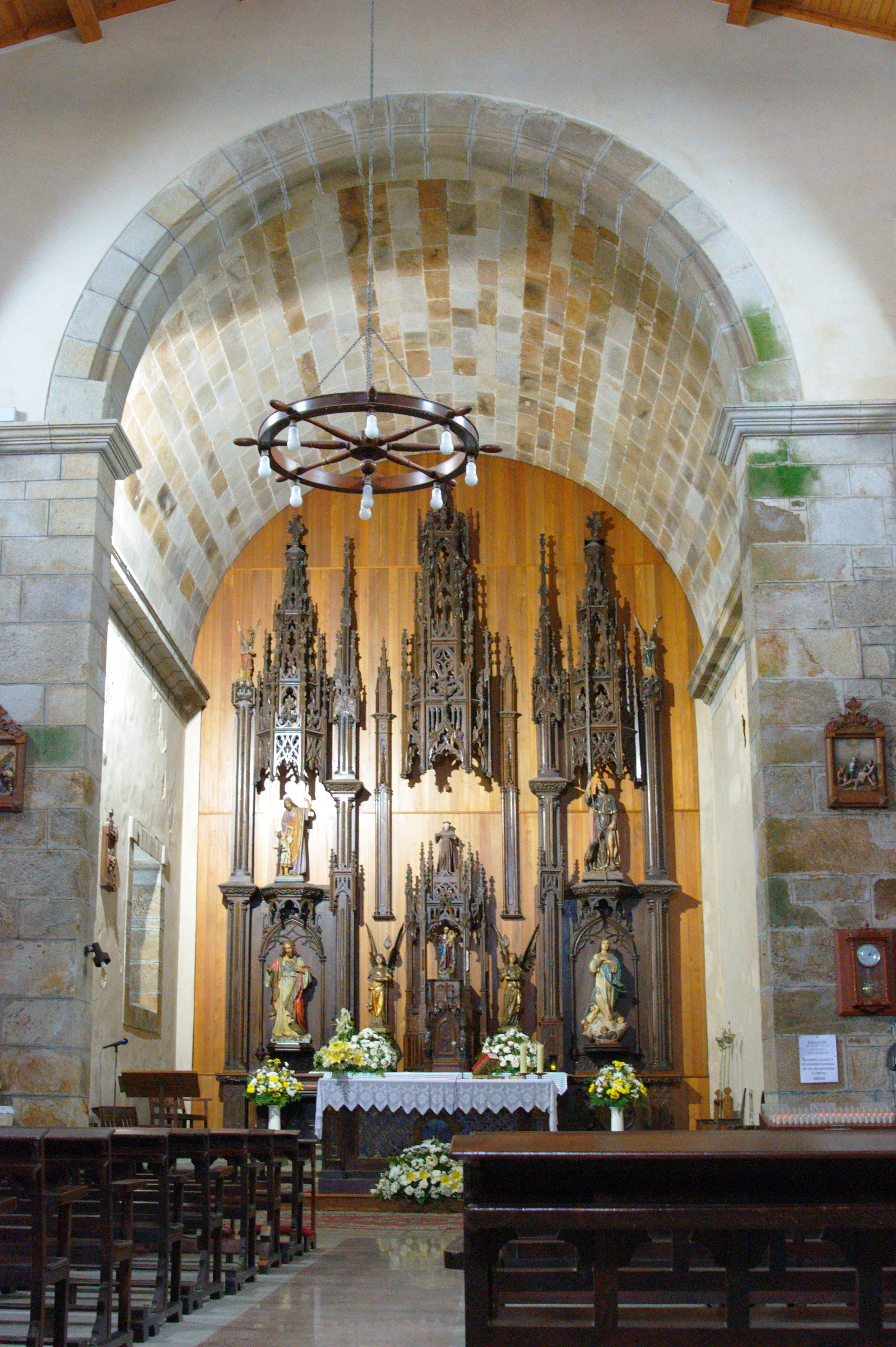
Chor

### Hafen

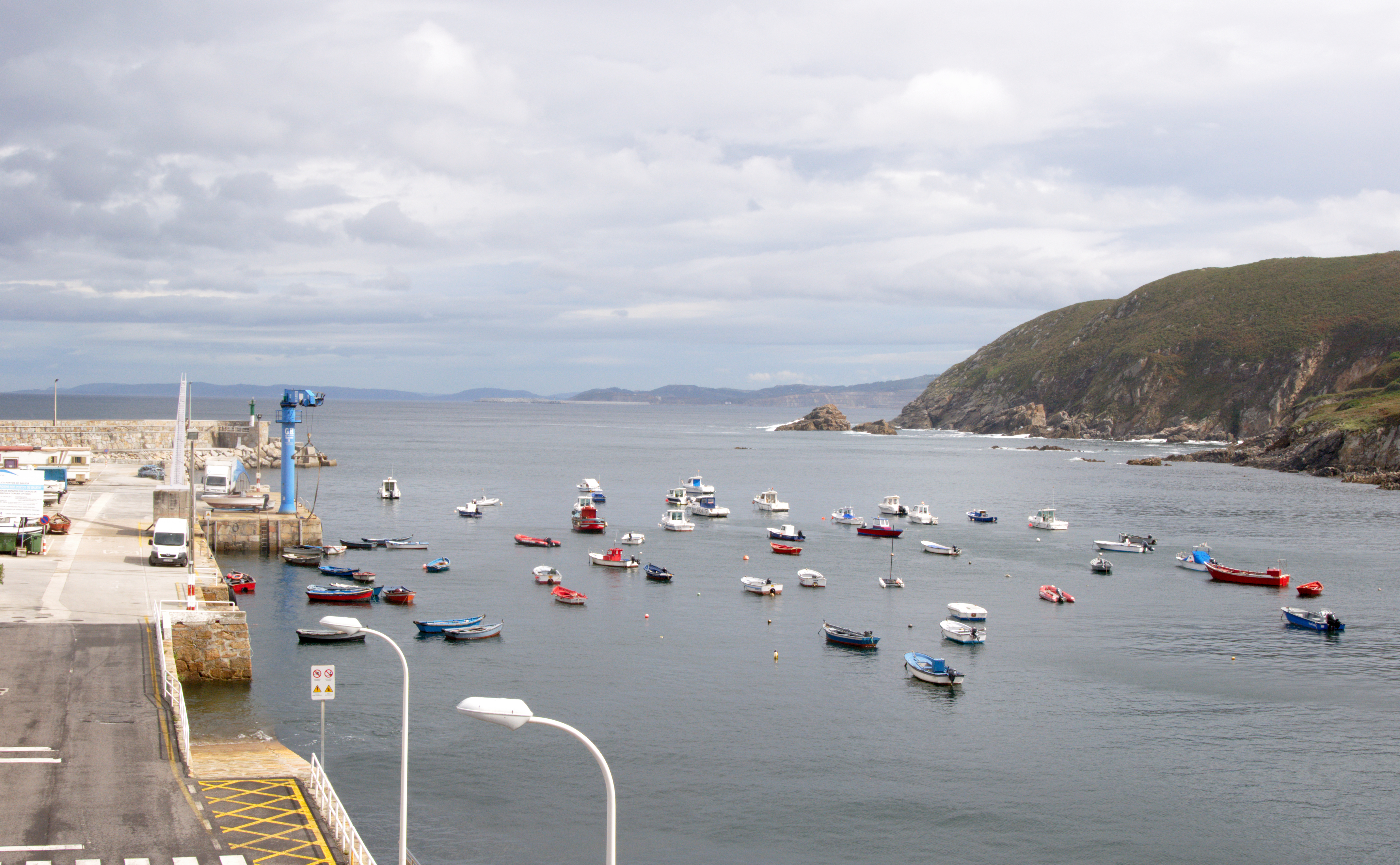
Der Hafen von Caión

Der Hafen liegt relativ geschützt an der Ostseite der Halbinsel, auf der der Ort liegt. Die vorherrschende Windrichtung ist Nordwest.
Seit dem 13. Jahrhundert wurde von Caión aus Walfang betrieben. Der Ort hatte, wie andere Orte in Galicien, sein eigenes Fischerviertel. Die Wale wurden an den Stränden für den Versand nach Frankreich verarbeitet. Der Protest von Seglern wegen verschmutzter Abwässer und das Verschwinden der Wale aus den küstennahen Gewässern Galiciens führten schließlich dazu, dass der Walfang aufgegeben wurde. Heutzutage werden in Caión Meeresfrüchte, Tintenfische und eine Reihe von Fischarten angelandet und angeboten, unter anderem Hechtdorsch, Makrele, Steinbutt und Meeraal. Eine große Anzahl Sportboote liegt regelmäßig vor Anker.

### Strand

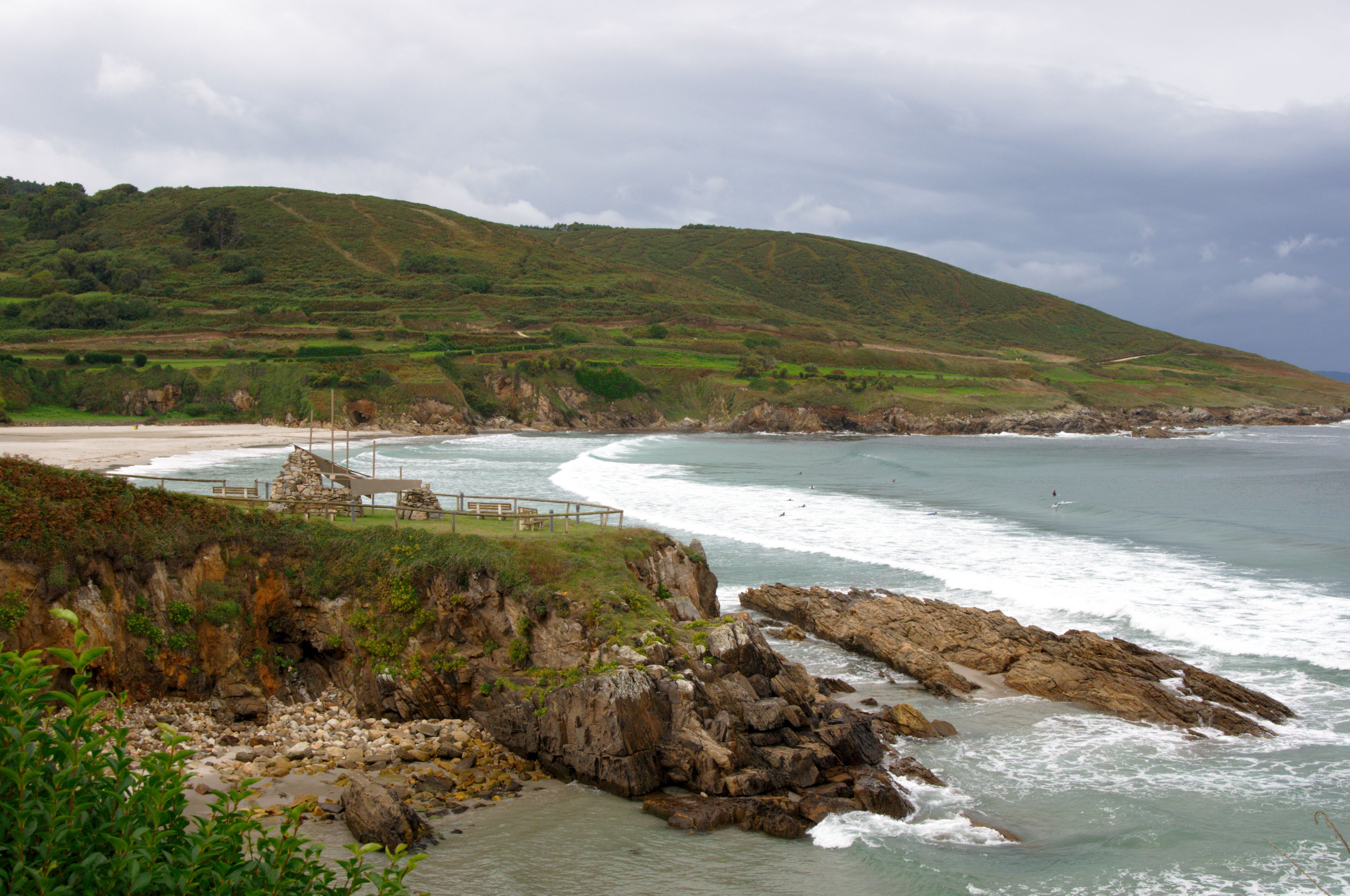
Der Strand

Der gut 500 m lange Strand liegt in einer offenen Bucht unmittelbar südwestlich des Ortes. Er weist feinen hellen Sand auf. Für seine Wasserqualität, seinen gepflegten Zustand, die Müllbeseitigung, die Lebensretter und die Parkplätze ist er seit Jahren ununterbrochen mit dem sogenannten Blauen Band ausgezeichnet worden.
Hinter dem Strand verläuft eine hölzerne Strandpromenade, der Paseo Maritimo. Er setzt sich, als Pfad und als Teil des galicischen Küsten-Wanderwegs, nach Westen entlang der Steilküste fort.